# Роман фон Унгерн-Щернберг
Николай Роман Максимилиан фон Унгерн-Щернберг (на немски: Nikolai Roman Maximilian von Ungern-Sternberg), наричан също Роман Фьодорович фон Унгерн-Щернберг (на руски: Роман Фёдорович фон Унгерн-Штернберг) е балтийсконемски барон и руски кавалерийски офицер (генерал-лейтенант). Участник в Първата световна война, той е сред ръководителите на съпротивата срещу комунистите в Южен Сибир по време на Гражданската война и изиграва ключова роля за възстановяването на независимостта на Монголия.

## Биография

### Ранни години
Роман фон Унгерн-Щернберг произлиза от стар немски благороднически род, основателят на който се установява в Прибалтика през 1269 година като васал на архиепископа на Рига. Родителите му са Теодор-Леонхард-Рудолф фон Унгерн-Щернберг и родената в Щутгарт Софи-Шарлота фон Вимпфен. Те прекарват голяма част от времето си в Европа и Роман се ражда в Грац по време на едно от техните пътувания.
Унгерн-Щернберг израства в Естония, където семейството му притежава наследствена собственост. През 1891 година родителите му се развеждат, а през 1894 година майка му се жени повторно за барон Оскар-Анселм-Херман фон Гойнинген-Гюне. През 1900 година той постъпва в Николаевската гимназия в Ревел, но скоро напуска, тъй като поради белодробно възпаление заминава на юг, а след това и в чужбина. През 1902 година баща му го записва в Морския кадетски корпус в Санкт Петербург, но в началото на 1905 година е изгонен оттам за лошо поведение.
След отстраняването му от кадетския корпус Роман фон Унгерн-Щернберг се записва за доброволец, надявайки се да вземе участие в Руско-японската война, но частта му пристига в Манджурия след приключването на бойните действия. След края на войната постъпва в Павловското военно училище, което завършва през 1908 година.

### Първата световна война
След като завършва военното училище, през юни 1908 година Роман фон Унгерн-Щернберг е зачислен в Първи аргунски казашки полк на Забайкалската казашка войска с най-младшия офицерски чин хорунжий. През 1910 година е прехвърлен в Първи амурски казашки полк, а две години по-късно е повишен в сотник. През юли 1913 година се уволнява от армията заминава за Кобдо с намерението да се включи в монголското национално движение срещу китайците, но руската администрация не му дава възможност за това и го зачислява като извъщатен служител на руското консулство.
При започването на Първата световна война през 1914 година Унгерн-Щернберг се връща в Русия и в армията. По-голямата част от войната прекарва на фронтови позиции, като многократно е награждаван за проявена смелост. Първоначално служи в Тридесет и четвърти донски казашки полк в Галиция, но в края на 1914 година е прехвърлен в Първи нерчински полк на Забайкалската казашка войска.
През септември 1915 година Унгерн-Щернберг оглавява един от ескадроните на новосформирания под командването на Леонид Пунин Конен отряд с особена важност на Северния фронт. Тази част води активни партизански действия в германския тил в Източна Прусия и е смятана за родоначалник на подразделенията със специално предназначение в руската армия.
През лятото на 1916 година Роман фон Унгерн-Щернберг се връща в Първи нерчински полк, командван по това време от бъдещия ръководител на антикомунистическата съпротива Пьотър Врангел. Той е повишен в есаул, но през октомври е отстранен от полка за нарушения на дисциплината и малко по-късно е прехвърлен на Кавказкия фронт. Там той организира доброволни отряди, съставени от асирийци, но след Февруарската революция дисциплината в руската армия бързо ерозира и скоро целият фронт се разпада.

### Гражданската война
През лятото на 1917 година Унгерн-Щернберг се връща в Сибир и се среща в Иркутск с Григорий Семьонов, с когото са служили заедно в Нерчинския полк. Семьонов се намира там като пълномощник на Временното правителство за Далечния изток със задача да сформира военни отряди от местното население. Когато научават за болшевишкия преврат в Санкт Петербург, Семьонов и Унгерн-Щернберг се отправят с още няколко съратници към Чита, а след това към гара Даурия на манджурската граница, където започват да организират полк за съпротива срещу комунистите. Те постигат известни успехи и включват във войските си много монголци и буряти, като в началото на 1918 година Унгерн установява контрол над важната гара Хайлар.
През пролетта на 1918 година в Задбайкалието започват да се връщат ешелони с войници от разгромения германски фронт, много от които са проболшевишки настроени, и частите на Семьонов и Унгерн-Щернберг отстъпват с боеве към Манджурия. Това положение се задържа до септември, когато Сибирската армия разгромява болшевиките в Задбайкалието. Унгерн-Щернберг оглавява новосформираната Отделна конна туземна бригада, по-късно преобразувана в Азиатска конна дивизия. През ноември той е повишен в генерал-майор и премества щаба си от Хайлар в Даурия, като на практика установява контрол над цялата област Даурия и прилежащите части от Забайкалската железопътна линия.
През пролетта и лятото на 1919 година Роман фон Унгерн-Щернберг посещава Манджурия и Китай, установявайки контакти с монархистките кръгове там. През юли се жени за принцеса Дзи от свалената династия Цин, кръстена като Елена Павловна, родственица на губернатора на Хайлар и командващ китайските войски в западната част на Китайско-източната железопътна линия Джан Куйу.
В самото начало на 1920 година болшевиките започват голяма офанзива в Южен Сибир, съпътствана с активизиране на подкрепящи ги партизански части, и достигат Иркутск, където е разстрелян върховният управител Александър Колчак. През юни-юли белите правят неуспешен опит за контранастъпление в Задбайкалието, като частите на Унгерн-Щернберг действат в района на Нерчинск в тясно взаимодействие с войските на генерал Викторин Молчанов.
През август 1920 година Азиатската дивизия на Унгерн-Щернберг отстъпва на юг и на 1 октомври преминава на територията на Монголия, окупирана година по-рано от Република Китай. Възможно е целта на тази маневра да е обход на болшевиките, но малко по-късно целият фронт при Чита преминава в отстъпление и Унгерн-Щернберг решава да се придвижи към монголската столица Урга. От 2 до 4 ноември той атакува китайския гарнизон в града, но е принуден да отстъпи със значителни загуби.
След като отстъпва от Урга, Роман фон Унгерн-Щернберг се установява във владенията на Сецен хановете, където прегрупира силите си и започва систематично да ограбва китайските конвои с доставки за Урга. Към дивизията му се присъединяват отделни групи бели, оттеглящи се от Сибир, както и много монголци. В добре планирана операция на 1 – 4 февруари 1921 година той разгромява неколкократно превъзхождащия го числено китайски гарнизон и превзема Урга. Монголският владетел Богд хан, държан затворен от китайците, е освободен и върнат на трона, а Унгерн-Щернберг е повишен в генерал-лейтенант. През следващите седмици войските му, подпомагани от много монголци и руски колонисти, окончателно отблъскват китайците от Външна Монголия.
В това време са формирани просъветски народно-освободителни отряди от монголски арати (скотовъдци) които под командването на Дамдийн Сухе Батор и Хорлоогийн Чойбалсан се обединяват в Монголска народна партия-аратско селска партия, която в 1921 г. приема идеите на марксизма-ленинизма и си поставят за цел изгонването на китайците и белогвардейците от Монголия и обявяване на независимостта и, както и утвърждаване на социализма като държавен строй в страната. Сухе-Батор и Чойбалсан се обръщат за помощ към лидера на съветска Русия Владимир Ленин, който безрезервно ги подкрепя и изпраща военна и финансова помощ на монголците. Така са създадени Монголските народни отряди – монголско военно опълчение и към тях е изпратена от Ленин 5-а армия на Червената армия. След като утвърждава позициите си в Монголия, през май Роман фон Унгерн-Щернберг прави опит за ново настъпление в Сибир, но на 13 юни претърпява поражение при Троицкосавск осъществено от 5 та червена армия и монголските народни отряди. След разгрома 5-а червена армия и монголските народни отряди се възползват от ситуацията и настъпват в Монголия, като на 6 юли завземат слабо охраняваната столица Урга, която образуваното монголско народно правителство на Сухе Батор, преименува на Улан Батор. Унгерн-Щернберг прегрупира силите си и се насочва към Верхнеудинск и постига известни успехи, но пред заплахата от обкръжение от многократно превъзхождащия го противник през август отстъпва към Монголия. Тук той на 11 юли 1921 г. е напълно разгромен от 5 та червена армия и монголските народни отряди командвани от Сухе Батор, вследствие на което на 11 юли 1921 г. е обявена победата на Монголската народна революция и независимостта на страната от окупацията от ръководената от Гоминдана Република Китай като Монголската държава обявява социалистически държавен строй, а през 1924 г. е провъзгласена Монголска народна република – втората социалистическа държава в света след СССР.
Роман фон Унгерн-Щернберг има намерението да продължи съпротивата в Централна Азия, като се пребазира на юг в Тибет, но това предизвиква недоволството на много негови войници и офицери, които предпочитат да отстъпят към Манджурия. При последвалия бунт той е задържан от подчинените си, а след това на 20 август цялата група е пленена от монголски и съветски военни части.
Унгерн-Щернберг е прехвърлен от комунистите на руска територия, като лично Владимир Ленин издава указание срещу него да бъде организиран показен процес и да бъде разстрелян. Той е отведен в Новониколаевск и на 15 септември е осъден на смърт, като обвинението се води от известния болшевик Емелян Ярославски.
Роман фон Унгерн-Щернберг е разстрелян на 15 септември 1921 година в Новониколаевск.